# Бачун Олег Володимирович
Олег Володимирович Бачун (нар. 5 квітня 1960, м. Львів) — колишній заступник Генерального прокурора України — начальник Головного управління представництва та організації участі у кримінальному провадженні в суді, старший радник юстиції.

## Освіта
У 1982 році з відзнакою закінчив Львівський державний університет ім. І. Франка.
Кандидат юридичних наук зі спеціальності адміністративне право і процес; фінансове право; інформаційне право.

## Кар'єра
Розпочав роботу в органах прокуратури на посаді стажиста помічника прокурора Ленінського району м. Львова.
Працював помічником, старшим помічником прокурора Ленінського району м. Львова, прокурором відділу загального нагляду прокуратури Львівської області, помічником прокурора цієї області з нагляду за розглядом цивільних справ в судах, прокурором відділу з нагляду за розглядом кримінальних справ в судах прокуратури Львівської області.
У червні 1990 року його звільнено з посади у зв'язку з обранням суддею і призначенням головою Червоноармійського районного народного суду м. Львова.
Постановою Верховної Ради України від 16 травня 1992 року Червоноармійський район м. Львова перейменовано на Личаківський. У подальшому обіймав посади: голови Личаківського, Франківського районного суду м. Львова.
У травні 2001 року обраний суддею арбітражного суду м. Києва, призначений на посаду заступника голови цього суду.
З січня 2002 по травень 2006 року — перший заступник голови Господарського суду м. Києва.
З травня 2006 року переведений на посаду судді Окружного адміністративного суду м. Києва.
З червня 2006 по червень 2010 — голова Окружного адміністративного суду м. Києва.
З листопада 2012 по травень 2014 року був помічником — консультантом на громадських засадах народного депутата України.
Наказом Генерального прокурора України від 7 липня 2014 призначений заступником Генерального прокурора України — начальником Головного управління представництва та організації участі у кримінальному провадженні в суді Генеральної прокуратури України та затверджений членом колегії Генеральної прокуратури України. У лютому 2015 його звільнив з посади Генеральний прокурор України Віталій Ярема перед своєю відставкою.

## Особисте життя
Одружений, має дві доньки та одного сина.

## Нагороди
Має почесне звання «Заслужений юрист України».